# Rabrovo (Valandovo)
Rabrovo (macedónul: Раброво, törökül Rabrova) település Észak-Macedóniában, a Délkeleti körzetben, a Valandovói járásban.

## Népesség
| Lakosok száma | 175  | 249  | 160  | 216  | 282  | 267  | 271  | 274  | 248  |
|               | 1948 | 1953 | 1961 | 1971 | 1981 | 1991 | 1994 | 2002 | 2021 |

- 1994-ben 269 lakosa volt.
- 2002-ben 274 lakosa volt, akik közül 271 macedón és 3 szerb.